# بروميد الكادميوم
 بروميد الكادميوم مركب كيميائي له الصيغة CdBr2، ويكون على شكل بلورات صفراء شاحبة.

## الخواص
- ينحل بروميد الكادميوم بشكل جيد في الماء، كما ينحل في الكحول وثنائي إيثيل الإيثر والأسيتون، بالإضافة إلى انحلاله في الأمونياك السائل.
- تتبع بلورات بروميد الكادميوم النظام البلوري الثلاثي ولها المجموعة الفراغية R3m.

## التحضير
يحضر بروميد الكادميوم من التفاعل المباشر للعناصر المكونة له، وذلك بتمرير بخار البروم على فلز الكادميوم. كما يحضر من تفاعل خلات الكادميوم بوجود حمض الخليك الثلجي مع بروميد الأسيتيل.
يمكن أن يحضر المركب بشكل آخر، وذلك بحل فلز الكادميوم أو أكسيده في حمض الهيدروبروميك، ثم بإجراء عملية تبخير للمحلول، وذلك تحت جو خامل من غاز الهليوم.

## الاستخدامات
- يستخدم بروميد الكادميوم في تحضير ألواح التصوير الضوئي.
- له تطبيقات في الطباعة الحجرية وفي مجال النحت.